# María Linares y Fernández
María Linares y Fernández   (Madrid, c. 1636 - Alcalá de Henares, 22 de febrer de 1706) de nom religiós María de San Pablo, va ser una religiosa carmelita descalça castellana.
Nascuda a la vila de Madrid, era filla d'Alonso Linares i d'Isabel Fernández. Vestí l'hàbit de llega al convent de la Imatge d'Alcalá de Henares el 1654, on també va professar el 3 de maig de 1656. Va ser destinada a la cuina, on va servir durant molts anys de manera destacada, tenint especial cura de les germanes malaltes del convent. Foren notables també les seves virtuts, com la caritat o el fet de vestir austerament. La seva fama de virtuts va ser tan gran que hom afirma que en vida va ser protagonista d'alguns miracles i prodigis obrats per mediació divina, entre els quals hi ha el fet que un dia combregant l'hòstia del sacerdot anés directament a la boca de Linares, sense que ho arribés a saber el mossèn. El 1693, es va torçar el peu i, a causa de la seva edat avançada, va ser rellevada de les tasques i, uns anys més tard, el 22 de febrer de 1706, va morir amb més de 70 anys.